# Thermisch papier

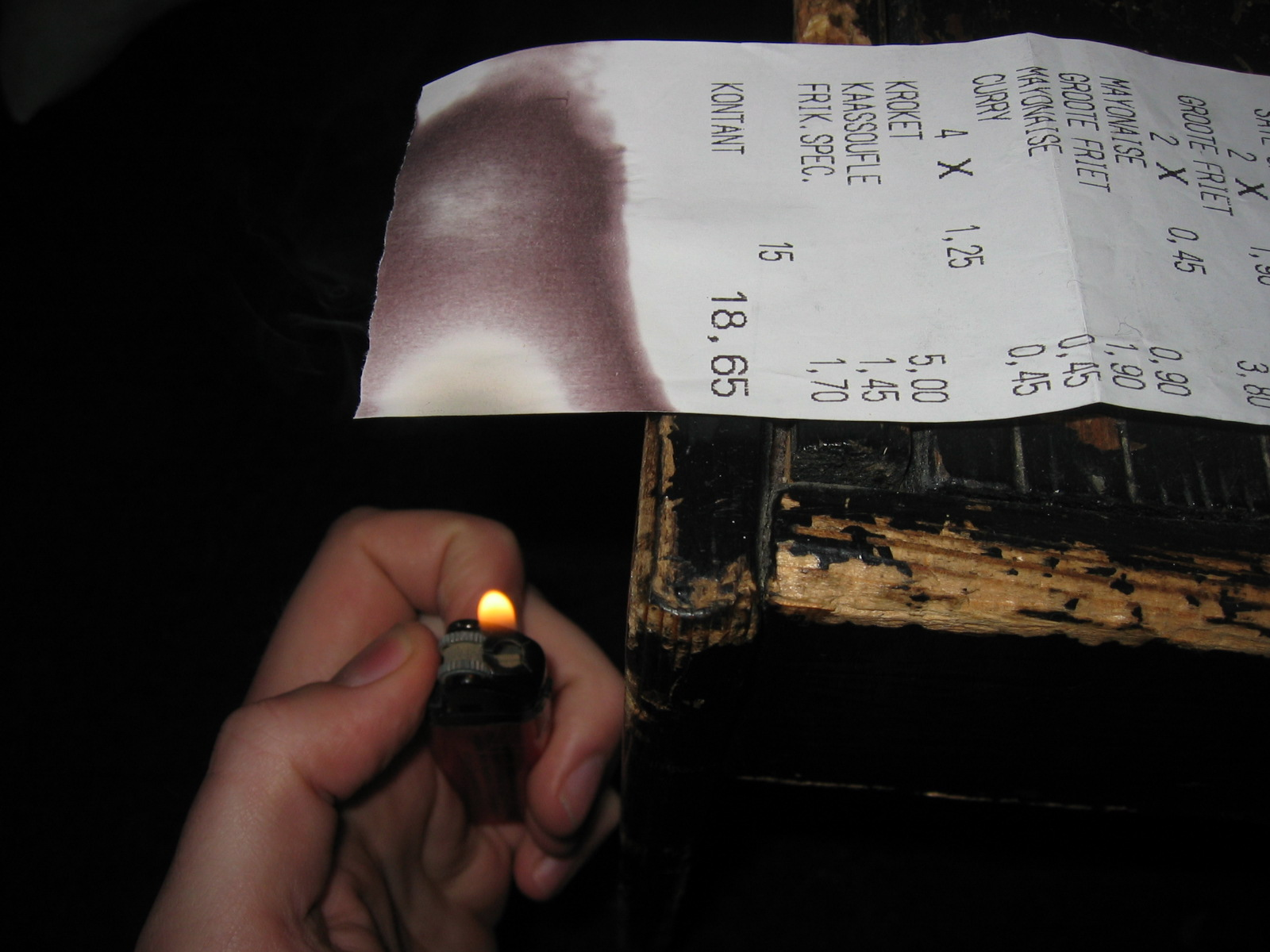
Een kassabon gedrukt op thermisch papier. Door een warmtebron bij het papier te houden verkleurt het papier.

Thermisch papier is papier waar een kleurstof in verwerkt zit die door hitte geactiveerd wordt. 

## Toepassing
Thermisch papier wordt meestal gebruikt voor kassabonnen, en vroeger ook voor fax-apparaten. Tegenwoordig worden ook de meeste treinkaartjes gedrukt op thermisch papier. In de printer zit een kleine laser die het papier kortstondig zo verhit dat het zwart wordt. Door een stelsel van spiegels wordt deze laserstraal in horizontale stroken over het papier geleid, door de laser snel aan en weer uit te schakelen kunnen afzonderlijke pixels gevormd worden, waardoor een tekst of afbeelding gevormd wordt.

## Voor- en nadelen
- Het grote voordeel van thermisch papier is dat het papier het enige verbruiksartikel is en er geen inkt of toner bijgevuld hoeft te worden in de printer.
- Een nadeel is dat thermisch papier dunner is dan het meeste normale papier en daardoor minder duurzaam, bovendien kreukelt het makkelijker dan papier.
- Het is gevoelig voor warmte, licht, plastic (waaronder plakband), leer, vet en vocht,[1] maar ook zonder deze factoren zal de afbeelding na verloop van tijd vervagen. Kassabonnen op thermisch papier moeten dus voor archivering gekopieerd worden.
- Thermisch papier kan geproduceerd worden met een laagje bisfenol A (BPA). BPA kan echter mogelijk via de huid het lichaam binnendringen en het hormoonsysteem verstoren.[2] Per 2 januari 2020 mag thermisch papier verkocht in de Europese Unie niet meer dan 0,02 gewichtsprocent aan BPA bevatten.[3]
- Het papier kan niet meer gerecycled worden en dient weggegooid te worden bij het restafval.[4] Sinds 2020 mogen kassabonnen in Nederland wel bij het oud papier.[5]